# Protosmia magnicapitis
Protosmia magnicapitis är en biart som först beskrevs av Stanek 1969.  Protosmia magnicapitis ingår i släktet Protosmia och familjen buksamlarbin. Inga underarter finns listade i Catalogue of Life.